# Teorema lui Heine
Teorema lui Heine, numită și teorema Heine-Cantor, face parte din domeniul analizei matematice.
Nu trebuie confundată cu teorema lui Cantor.

## Enunț
Fie X, Y două spații metrice, iar X să fie și compact. Atunci orice funcție continuă
f : X → Y
este și uniform-continuă.

În cazul particular al funcțiilor numerice, dacă
f   :   [a , b]   →   {\displaystyle \mathbb {R} }
este continuă în orice punct x al intervalului [a, b] atunci:
{\displaystyle \forall x\in [a,b],\;\forall \epsilon >0,\exists \alpha _{x\epsilon }>0}
astfel încât
{\displaystyle \forall x'\in [a,b],\;|x-x'|<\alpha _{x\epsilon }\;\Rightarrow \;|f(x)-f(x')|<\epsilon }
Deoarece {\displaystyle \alpha } poate fi ales independent de x , putem inversa cei doi cuantificatori:
{\displaystyle \forall x\in [a,b],\;\exists \alpha _{x}}
devine
{\displaystyle \exists \alpha ,\;\forall x\in [a,b]}

Astfel, proprietatea de uniform-continuitate se exprimă:
{\displaystyle \forall \epsilon >0,\;\exists \alpha _{\epsilon }>0\;/\;\forall x\in [a,b],\;\forall x'\in [a,b],\;|x-x'|<\alpha _{\epsilon }\;\;\Rightarrow \;\;|f(x)-f(x')|<\epsilon .}

## Demonstrație
Pentru spațiile metrice X, Y definim distanțele d, respectiv d'.
Trebuie să arătăm că:
{\displaystyle \forall \epsilon >0,\;\exists \alpha >0}
astfel încât:
{\displaystyle \forall (a,b)\in X,\;d(a,b)<\alpha \;\Rightarrow \;d'(f(a),f(b))<\epsilon } .
Prin reducere la absurd, presupunem că f este continuă pe X, dar nu și uniform-continuă.
Atunci există
{\displaystyle \epsilon >0}
astfel încât pentru orice
{\displaystyle \scriptstyle \alpha ={\frac {1}{n}}}
putem găsi două puncte {\displaystyle a_{n}} și {\displaystyle b_{n}} în X cu:
{\displaystyle d(a_{n},b_{n})<{\frac {1}{n}}} și
{\displaystyle d'(f(a_{n}),f(b_{n}))>\epsilon \,}
Șirul {\displaystyle a_{n}} are valori în spațiul compact X, deci poate admite un subșir convergent pe care îl notăm 
{\displaystyle \phi \,}
iar limita sa 
{\displaystyle a\,} .
Deoarece
{\displaystyle d(a_{\phi (n)},b_{\phi (n)})<{\frac {1}{\phi (n)}}}
avem
{\displaystyle (b_{\phi (n)})} convergent, cu limita {\displaystyle a\,}

Așadar, dacă n tinde către
{\displaystyle \scriptstyle +\infty }
și deoarece f este continuă:
{\displaystyle d'(f(a),f(b))\geq \epsilon \,} .
Obținem o contradicție. Deci f este uniform-continuă pe X.